# Дієго Лонго
Дієго Лонго (італ. Diego Longo, нар. 29 січня 1976, Генуя) — італійський футбольний тренер.

## Біографія
Народився 29 січня 1976 року в Генуї. Закінчивши коледж, навчався в університетах Флоренції (Італія) та Ліона (Франція), де вивчав предмети, пов'язані зі спортом, тренерською діяльністю, фізіологією, анатомією та запобіганню травмам.
Свою кар'єру Дієго починав у дитячих академіях футбольних клубів US Cogoleto, Grassorutese, Pontedecimo, після чого 2005 року увійшов до тренерського штабу Развана Луческу в бухарестському «Рапіді». З того часу Лонго незмінно був асистентом Луческу-молодшого всюди, де той працював, — у «Рапіді» (Бухарест), «Брашові», збірній Румунії, «Аль-Джаїші», «Петролулі», «Ксанті», ПАОКу та «Аль-Хілялі» (Ер-Ріяд). З останнім Дієго переміг у Лізі чемпіонів Азії в 2019 році. У цих командах відповідав як за аналіз суперників та розбір матчів, так і за фізичну підготовку. Також працюючи асистентом головного тренера, спеціаліст відвідував семінари з відеоаналізу гри команд, отримав у цій галузі ліцензію UEFA Pro. 
30 липня 2020 року Лонго увійшов до тренерського штабу Мірчі Луческу, батька Развана, у «Динамо» (Київ), де обійняв посаду тренера з фізпідготовки і проблемами в організації. У січні 2021 року покинув клуб за сімейними обставинами

## Титули і досягнення
- Володар Суперкубка Грузії (1):

Діла: 2025